# Incendio forestal de Torres del Paine de 2011-2012
El incendio forestal de Torres del Paine de 2011-2012 (también individualizado como incendio Olguín por el sector de inicio del fuego) fue uno de los incendios forestales más extensos registrado en Chile, con más de 17 600 hectáreas quemadas. Comenzó el martes 27 de diciembre en las cercanías del lago Grey, dentro del Parque nacional Torres del Paine, en la Patagonia de la Región de Magallanes, y se extendió rápidamente hacia el sureste.

## Ubicación
El parque nacional Torres del Paine se ubica a 112 km al norte de Puerto Natales y a 312 de la ciudad de Punta Arenas. Limita al norte con el Parque nacional Los Glaciares, en Argentina. Presenta una gran variedad de entornos naturales: montañas (entre las que destacan el complejo del Cerro Paine, cuya cumbre principal alcanza los 3050 m s. n. m., las Torres del Paine y los Cuernos del Paine), valles, ríos (como el río Paine), lagos (destacando los conocidos como Grey, Pehoé, Nordenskjöld y Sarmiento de Gamboa), glaciares (Grey, Pingo, Tyndall y Geikie, pertenecientes al Campo de Hielo Patagónico Sur).
Fue creado como área protegida el 13 de mayo de 1959. En 1977, Guido Monzino donó 12 000 hectáreas (30 000 acres) al Gobierno de Chile, y se establecieron sus límites definitivos. La Unesco lo declaró reserva de la biosfera el 28 de abril de 1978.

## Antecedentes de incendios

### En la zona
Entre 1936 y 1952 se produjeron en la región continental de Aisén (44° - 48° S.) los mayores incendios de bosques conocidos en Chile. Colonos y pioneros venidos desde las regiones chilenas de La Araucanía y de Los Lagos, como también provenientes desde el territorio argentino, emprendieron la colonización de la región, por lo que para habilitar terrenos agrícolas y ganaderos, quemaron grandes extensiones de bosque nativo. Según información regional de CONAF Aisén, se habrían quemado, hasta 1952, alrededor de 3 500 000 ha de vegetación nativa; incluso algunos incendios llegaron a durar años. Transcurrido más de medio siglo desde estos desastres, la regeneración de la vegetación es muy lenta, escasa e incluso nula en algunos sectores.
En la Región de Magallanes la quema y sustitución de bosques de lenga para la crianza de ovejas alcanzó las 200 000 ha, sin que se pudieran recuperar los bosques en forma efectiva.

### En el Parque nacional
El 10 de febrero de 1985, un turista japonés dejó una colilla mal apagada, lo que desató un incendio que consumió cerca de 14 000 ha del parque. Veinte años después, un turista checo volcó una cocinilla y originó otro incendio, el cual quemó una superficie de más de 15 000 ha, de las cuales más de 11 000 afectaron directamente al parque. El gobierno de República Checa costeó 30 000 árboles para cooperar con la reforestación de la zona dañada.

## Causas y desarrollo del siniestro
La tarde del martes 27 de diciembre, se observó una columna de humo en el «Sector Olguín», en las cercanías del lago Grey, en un lugar agreste, sin acceso vehicular y con muy difícil conectividad marítima dadas las condiciones de viento, que ese día eran superiores a los 100 km/h. En un primer momento, tres brigadistas y dos carabineros se dirigieron al lugar y declararon la alerta. Ese mismo día, se constituyó el comité de emergencia de la gobernación provincial de Última Esperanza y luego la Oficina Nacional de Emergencias decretó alerta roja para el Parque. Sin embargo, la topografía agreste del lugar donde se inició el fuego, sumado a las condiciones climáticas adversas de los primeros días (con fuertes vientos de direcciones cambiantes y gran cantidad de humo) hizo muy difíciles las labores de contención de las llamas. Así, según lo indicado por el ministro del Interior, Rodrigo Hinzpeter, las distintas brigadas que se trasladaron a la zona tomaron contacto con el fuego recién en la mañana del viernes 30.
Con el fuego consumiendo en promedio unas 2500 ha diarias los primeros tres días, se debió evacuar a más de 400 turistas que se encontraban en el Parque. Cerca de 400 brigadistas estaban en la zona tratando de controlar las llamas, entre bomberos y personal de CONAF, quienes en ese momento y dada la emergencia disponían de aviones cisternas, helicópteros y camiones aljibes para hacer frente al avance del incendio. Por la tarde del viernes 30, comenzó a caer lluvia en algunos sectores del Parque y hubo una disminución de la fuerza del viento, lo que permitió a los brigadistas acotar el avance del fuego. Para el lunes 2 de enero, más de 750 brigadistas se encontraban trabajando en Torres del Paine, incluyendo bomberos especialistas que se trasladaron desde la Provincia de Concepción y personal especializado proveniente de Argentina y Uruguay. A la misma fecha, cuatro de los seis focos de incendio se encontraban en proceso de control, mientras que los otros dos focos no se estaban expandiendo. Aunque al 18 de enero, el 95 % del incendio se encontraba controlado, el 2 de febrero se informó que producto del fuerte viento registrado en la zona, rebrotaron dos focos en el sector de Laguna Verde.
El inicio del fuego se habría debido a la negligencia de un turista, quien habría iniciado una fogata en el interior del parque con papel higiénico. La justicia ordenó que el sujeto que supuestamente había confesado ser el causante del incendio, un israelí llamado Rotem Singer, quedara con arraigo regional y firma semanal en la fiscalía de Puerto Natales, mientras se desarrollaba la investigación. Las penas a las que se enfrentaba, de comprobarse el delito de uso negligente de fuego en un bosque, eran de 41 a 61 días de presidio más una multa. Sin embargo, la fiscalía decidió retirar los cargos, quedando en libertad. 
Dos tercios de la superficie que se había quemado al 2 de enero correspondían a estepas y praderas, y un tercio a bosque nativo. La mayor parte de la vegetación afectada correspondió a bosques de lenga, ñirre, coihue de Magallanes, notro y leñadura), matorral (matabarrosa, calafate, matanegra) y pradera (coirón y otras herbáceas). Asimismo, se vieron afectados las guarderías de Pehoé y Pudeto e instalaciones menores de CONAF y de concesionarios.
El 28 de febrero, el gobernador de Última Esperanza informó que el incendio estaba extinguido casi en su totalidad, existiendo solamente puntos calientes aislados dentro del parque nacional. El 8 de marzo, la CONAF declaró oficialmente extinto el fuego, levantando la alerta temprana decretada en enero.

## Reacciones
El 30 de diciembre, el presidente Sebastián Piñera decretó zona de catástrofe a la provincia de Última Esperanza, donde se encuentra el parque. Asimismo, indicó que se solicitaría ayuda internacional a Estados Unidos y Australia para hacer frente al siniestro, y dispuso que el entonces recién asumido ministro de Agricultura, Luis Mayol y la ministra de Medio Ambiente, María Ignacia Benítez, se trasladaran hasta Torres del Paine para encabezar las labores de coordinación frente al desastre. Aunque inicialmente se decretó el cierre del Parque nacional por todo el mes de enero de 2012, el 80 % del área protegida fue reabierta el 4 de enero, en los sectores correspondientes a la zona norte, que no había sido afectada directamente por el fuego, con el fin de no perjudicar la actividad turística de la región.
El Ministerio de Relaciones Exteriores de Israel envió un comunicado oficial al gobierno chileno confirmando la asistencia técnica de una misión de expertos para colaborar en las labores de reforestación, así como la donación de plantones para colaborar con la rehabilitación del Parque.
Grupos ecologistas chilenos criticaron la tardía capacidad de decisión del gobierno central y de las autoridades regionales respecto al destino de recursos para hacer frente al incendio forestal, así como al actuar del Ejército de Chile en la emergencia. En la misma línea, el senador por Magallanes, Pedro Muñoz Aburto, señaló que se solicitaría a la Comisión de Medio Ambiente del Senado realizar una sesión especial donde se informase acerca de la reacción del gobierno ante la emergencia, sobre la oportunidad en el desplazamiento de brigadistas, militares y equipamiento a la zona y donde fuesen analizadas las medidas que permitiesen la recuperación medioambiental del parque y la ayuda para el sector turístico de la provincia. Por su parte, la Comisión de Recursos Naturales, Bienes Nacionales y Medio Ambiente de la Cámara de Diputados aprobó el 10 de enero realizar una investigación sobre las responsabilidades involucradas en el incendio forestal en el Parque Nacional Torres del Paine y las diferentes versiones sobre la oportunidad y diligencia en la reacción de las autoridades.

## Daños

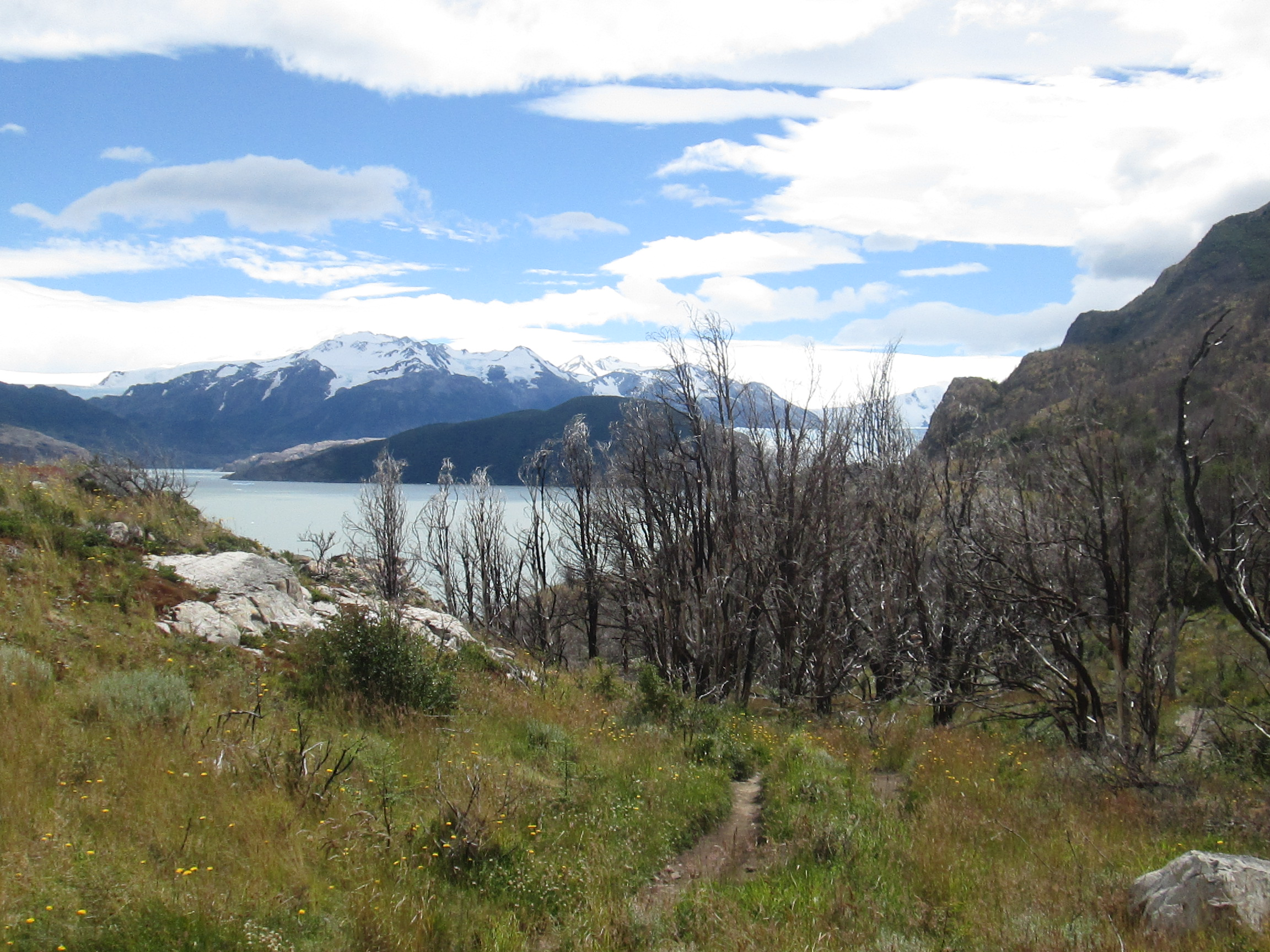
Visualización de daños en 2017.

De acuerdo a estudios in situ efectuados por científicos de la Universidad Austral de Chile, en el sector de Cuesta Margarita la severidad del fuego fluctuó de baja a moderada, observándose regeneración vegetativa de la flora afectada por el incendio. En la zona de Mirador del Salto Grande el daño fue más elevado, aunque de las veintitrés especies estudiadas un 57 % estaba rebrotando. En la península del lago Pehoé, gran parte de las ramas de los árboles y arbustos quedaron completamente carbonizados, quedando sólo parte del tronco en pie. De todos modos, algunas especies estaban rebrotando a la fecha del estudio, como ñirres, calafates, zarzaparrillas, valerianas y el coirón. En gran parte de los bosques de lenga, las ramas de los árboles adultos se carbonizaron, permaneciendo en pie tan sólo parte del tronco principal. Este lugar tiene riesgo alto de erosión, debido a la pendiente de la zona. El daño fue elevado, principalmente porque la lenga no rebrota. En el sector inmediato al lago Sarmiento, la severidad fue moderada, con la totalidad de su vegetación carbonizada, aunque se detectó regeneración de especies leñosas y herbáceas.

## Recuperación forestal
A mayo de 2016, ya se habían restaurado cerca de 200 hectáreas de las que se quemaron con el siniestro. De acuerdo al director ejecutivo de CONAF, se está en conversaciones con la Intendencia de la Región de Magallanes para dar un «impulso financiero importante» para fortalecer los trabajos de recuperación del Parque.